# Erhard Brauny

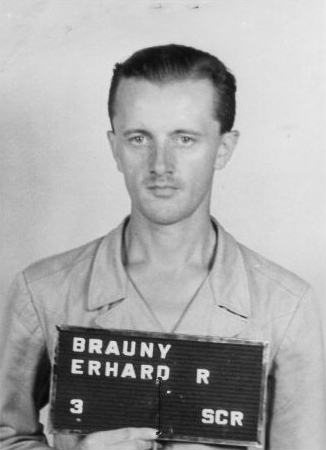
Haftbogenfoto des Angeklagten Erhard Richard Brauny vom Juni 1947.

Erhard Richard Brauny (* 17. Oktober 1913 in Glauchau; † 16. Juni 1950 in Landsberg am Lech) war ein deutscher SS-Hauptscharführer und als Rapport- und Kommandoführer im Konzentrationslager Mittelbau-Dora eingesetzt.

## Leben
Brauny, von Beruf Färber, wurde 1932 Mitglied der SS und trat zum 1. Februar desselben Jahres der NSDAP bei (Mitgliedsnummer 922.060). Er war ab September 1937 zunächst bei der Wachmannschaft des KZ Buchenwald eingesetzt. Nach sechs Monaten Lagerdienst im KZ Dachau wurde er im September 1943 nach Mittelbau-Dora versetzt – zu diesem Zeitpunkt noch ein Außenlager des KZ Buchenwald –, wo er als Rapportführer bis zum November 1944 tätig war. Vom 20. November 1944 bis Anfang April 1945 war er Lagerleiter des Mittelbauer Außenlagers Rottleberode. Am 4. April 1945 leitete er einen Räumungstransport per Bahn mit etwa 400 Häftlingen aus Rottleberode.
Bei Gardelegen traf diese Häftlingsgruppe mit KZ-Häftlingen aus einem Räumungstransport des KZ Hannover-Stöcken zusammen. Der Transportzug konnte die Fahrt per Bahn nicht fortsetzen. Die begleitenden SS-Wachmannschaften, Angehörige der Wehrmacht, des Volkssturms und weiterer NS-Organisationen zwangen die Häftlinge zu Fuß weiter in Richtung Gardelegen. Auf Anordnung des NSDAP-Kreisleiters Gerhard Thiele wurden mehr als 1.000 Häftlinge beim Massaker in der Isenschnibber Feldscheune am 13. April 1945 ermordet.
Nach seiner Verhaftung wurde Brauny im Dachauer Dora-Prozess, der im Rahmen der Dachauer Prozesse vom 7. August 1947 bis zum 30. Dezember 1947 stattfand, angeklagt und zu lebenslanger Haft verurteilt. Brauny soll insbesondere jüdische Häftlinge mit Schlägen und Tritten schwer misshandelt haben und zudem an Exekutionen im KZ Mittelbau-Dora beteiligt gewesen sein. Eine Tatbeteiligung am Massaker in der Isenschnibber Feldscheune stritt er ab, da er nach eigener Aussage zur Tatzeit nicht mehr am Tatort gewesen sei. Brauny starb am 16. Juni 1950 in der Haft im Kriegsverbrechergefängnis Landsberg an den Folgen einer Leukämie.